# Виргиния (колония)
Колония Виргиния (англ. Colony of Virginia) или Провинция Виргиния (англ. Province of Virginia) — английская колония в Северной Америке, существовавшая в XVII—XVIII веках; вторая (после Ньюфаундленда) заморская колония Англии.

## Название
Изначально термин «Виргиния» применялся для обозначения всей восточной части Северной Америки от 34-й до 48-й параллели (то есть включая и значительную часть Канады). Точное происхождение названия неизвестно. Предполагается, что когда в 1584 году сэр Уолтер Рэли отправил Филипа Амадаса и Артура Барлоу обследовать побережье в районе современной Северной Каролины, то те вернулись с сообщением, что эта земля называется Вингандакоа, а её правителя зовут Вингина, и это якобы натолкнуло Рэли на мысль назвать эти земли в честь королевы-девственницы Виргинией (от лат. virgо, родительный падеж virginis — «дева»).
В годы Английской революции король Карл II за верность королю назвал Виргинию «Старым доминионом» (англ. Old Dominion), и это словосочетание в настоящее время является официальным прозвищем штата Виргиния.

## Первые английские попытки колонизации Америки
В 1586 году на территории современной Северной Каролины была основана колония Роанок, однако в 1590 году поселение было обнаружено покинутым.
В 1606 году в Англии для колонизации Америки была основана Виргинская компания, состоящая из двух акционерных обществ — Лондонской и Плимутской компаний. Лондонская компания получила в собственность земли между 34 и 41 параллелями на берегу Атлантического океана, а территория Плимутской компании располагалась между 38 и 45 параллелями; в зоне перекрытия компании не должны были основывать поселений ближе 100 миль друг от друга.
Лондонцы основали в 1607 году на реке Джеймс поселение Джеймстаун. Плимутцы, чтобы не отстать, основали колонию Попема на реке Кеннебек. В 1609 году Плимутская компания прекратила существование, и все земли перешли в собственность Лондонской компании. После этого была выдана новая королевская хартия с целью уточнения границ, в которых компании надлежало действовать.
В 1609 году компания направила в колонию «Третий флот снабжения» из 9 судов под командованием Джорджа Сомерса, но он попал в шторм, и флагман «Sea Venture» потерпел крушение у Бермудских островов. Колонисты назвали их «острова Сомерса» и включили в состав колонии (с 1615 года владеть ими стала отдельная Компания островов Сомерса). Однако гибель судов с припасами вместе с тем, что суда с новыми колонистами уцелели и достигли Джеймстауна, привело к тому, что в колонии начался голод, и существовала даже опасность оставления Джеймстауна.
В 1610 году у колонистов началась первая из войн с индейским племенем поватенов. Конфликт завершился в 1614 году, после чего свадьба колониста Джона Ролфа и индейской принцессы Покахонтас сильно улучшила отношения между индейцами и поселенцами. После этого колония нашла для себя экономический базис — здесь стали развивать табаководство. Экспорт табака в Англию позволил колонии встать на ноги. Однако с 1618 года отношения между колонистами и индейцами стали ухудшаться вновь, и в 1622 году индейцы устроили массовую резню поселенцев.
В 1624 году Лондонская компания обанкротилась, и Виргиния стала коронной колонией.

## Коронная колония
Под властью назначаемого короной губернатора колония начала разрастаться на север и запад, где стали появляться новые поселения. В 1634 году поперёк Виргинского полуострова был построен палисад длиной в 6 миль, сделавший гораздо более безопасной жизнь поселенцев южнее него.
В 1644 году вождь Опчанакануф предпринял последнюю попытку изгнания англичан из Америки: индейцы под его началом вырезали порядка 500 колонистов, но в отличие от 1622 года это уже был не столь большой процент от населения колонии. В ответ колонисты предприняли последнюю попытку уничтожения индейцев и в 1645 году сумели пленить самого вождя, после чего индейская конфедерация распалась на отдельные племена. В 1646 году вожди племён признали верховенство короля Англии, и было проведено разграничение земель: колонисты не появлялись на землях индейцев, индейцы не появлялись на землях колонистов.
В эти же годы в Англии началась Английская революция. Колония оставалась верной королю, но это не повлияло на события в метрополии, и в 1652 году Оливер Кромвель прислал Ричарда Беннетта на смену назначенному королём губернатору Вильяму Беркли. Тем не менее Беркли оставался популярным в народе и после реставрации королевской власти вновь стал губернатором. Во время своего второго срока он установил в колонии режим своей личной власти; чтобы сохранить поддерживающий его состав Территориальной Ассамблеи, в Виргинии 14 лет не проводились выборы.
В 1676 году опять начались стычки между колонистами и индейцами. Губернатор Беркли отказался защищать поселенцев, и теми была организована собственная милиция под командованием Натаниэля Бэкона. Разгромив индейцев, Бэкон восстал против Беркли, и его милиция сожгла столицу колонии город Джеймстаун дотла, однако вскоре после этого он сам умер от дизентерии, ещё до прибытия посланных против него войск из Англии. Королевская комиссия, расследовав причины восстания, признала вину губернатора Беркли, и тот был отозван в Англию.
В связи с сожжением Джеймстауна столица колонии была временно перенесена на находящуюся в паре десятков километров возвышенность, где находилось селение Миддл-Плэнтэйшн. Джеймстаунцы обнаружили, что это место является весьма здоровым, в отличие от низинного Джеймстауна, и после восстановления Джеймстауна здесь был в 1693 году основан Колледж Вильгельма и Марии. В 1698 году Капитолий от случайного пожара сгорел вновь, и было решено перенести столицу в Миддл-Плэнтэйшн на постоянной основе. Поселение стало развиваться, и с 1699 году стало городом Уильямсберг, названным так в честь короля Вильгельма III.
С 1710 года лейтенант-губернатором колонии (при номинальном губернаторе Джордже Дуглас-Гамильтоне) стал Александр Спотсвуд. В 1716 году лейтенант-губернатор с рядом компаньонов предприняли путешествие на запад вверх по долине реки Раппаханнок и пересекли Голубой хребет; из-за плохого знания географии Америки в те времена они решили, что достигли континентального водораздела, и надеялись, подобно Бальбоа, увидеть воды Тихого океана. В 1716—1720 годах Спотсвудом был построен чугунолитейный завод, проработавший 40 лет, а в 1723 году — сталелитейный завод.

## Провозглашение независимости
После франко-индейской войны в колонии начали расти революционные настроения. Дело Парсона, решённое местным судом в пользу законов колонии, позволило преодолеть королевское вето, наложенное на закон. Большое возмущение вызвал принятый Лондоном Акт о гербовом сборе. Когда губернатор попытался экстрадировать в Великобританию местных бунтовщиков — Территориальная Ассамблея воспротивилась этому, а когда губернатор в ответ распустил её — её члены сами собрались в таверне и приняли решение о бойкоте импорта из Великобритании. В 1775 году Виргиния восстала против британского правления, а 15 мая 1776 года Виргиния была провозглашена свободным и независимым государством. 12 июня был принят Билль о правах, 29 июня — Конституция Виргинии, а 4 июля 1776 года представлявшие Виргинию Джордж Уит, Ричард Генри Ли, Томас Джефферсон, Бенджамин Харрисон-пятый, Томас Нельсон-младший, Фрэнсис Лайтфут Ли и Картер Брэкстон подписали от имени Виргинии Декларацию независимости США.